# 安德里伊夫卡 (米海利夫卡市鎮)
49°22′12″N 34°53′25″E / 49.37000°N 34.89028°E
安德里伊夫卡（烏克蘭語：Андріївка）是位於烏克蘭中部的村莊，由波爾塔瓦州波爾塔瓦區的米海利夫卡市鎮負責管轄。該村處於利皮揚卡河畔，始建於1765年，面積1.17平方公里，海拔高度115米，2001年人口578。